# Nicole C. Rust
Nicole C. Rust é neurocientista, psicóloga e professora associada de psicologia na Universidade da Pensilvânia. Ela estuda percepção visual e memória de reconhecimento visual. Ela é reconhecida por avanços significativos em psicologia experimental e neurociência.
Rust recebeu o Troland Research Award 2021 da National Academy of Sciences pelas suas contribuições fundamentais para a compreensão de como o córtex faz uso de informações visuais complexas para guiar o comportamento inteligente. Ela foi nomeada McKnight Foundation Scholar (2013), recebeu um NSF CAREER Award (2013) e foi nomeada Alfred P. Sloan Research Fellow (2010).

## Educação e início de carreira
Rust obteve o seu diploma de bacharel pela University of Idaho em 1997. Ela então conseguiu o seu PhD em Neurociências pela New York University em 2004, sob a orientação de J. Anthony Movshon e Eero Simoncelli. Lá, o seu trabalho concentrou-se em como o cérebro dos primatas processa informações sobre o movimento visual, incluindo o córtex visual primário e a área MT.

## Carreira e pesquisa
Rust concluiu a pesquisa de pós-doutorado no Instituto de Tecnologia de Massachusetts entre 2004 e 2006. Lá ela trabalhou sob a orientação de James DiCarlo, estudando como o cérebro identifica os objectos que estão presentes numa cena visual.
Rust ingressou no corpo docente do Departamento de Psicologia da Universidade da Pensilvânia em 2009. O seu laboratório tem-se concentrado em entender como o cérebro usa informações visuais para resolver diferentes tarefas, incluindo encontrar objectos procurados e lembrar as imagens que foram encontradas.
 